# Bruant de Le Conte
Ammospiza leconteii
Espèce
Répartition géographique
Statut de conservation UICN

 LC  : Préoccupation mineure
Le Bruant de Le Conte (Ammospiza leconteii) est une espèce de passereaux appartenant à la famille des Passerellidae.
Son nom est dédié à John Eatton Le Conte (1784-1860), naturaliste américain.

## Répartition
Il niche au Canada et hiverne dans le sud des États-Unis.